# Háromsecká župa

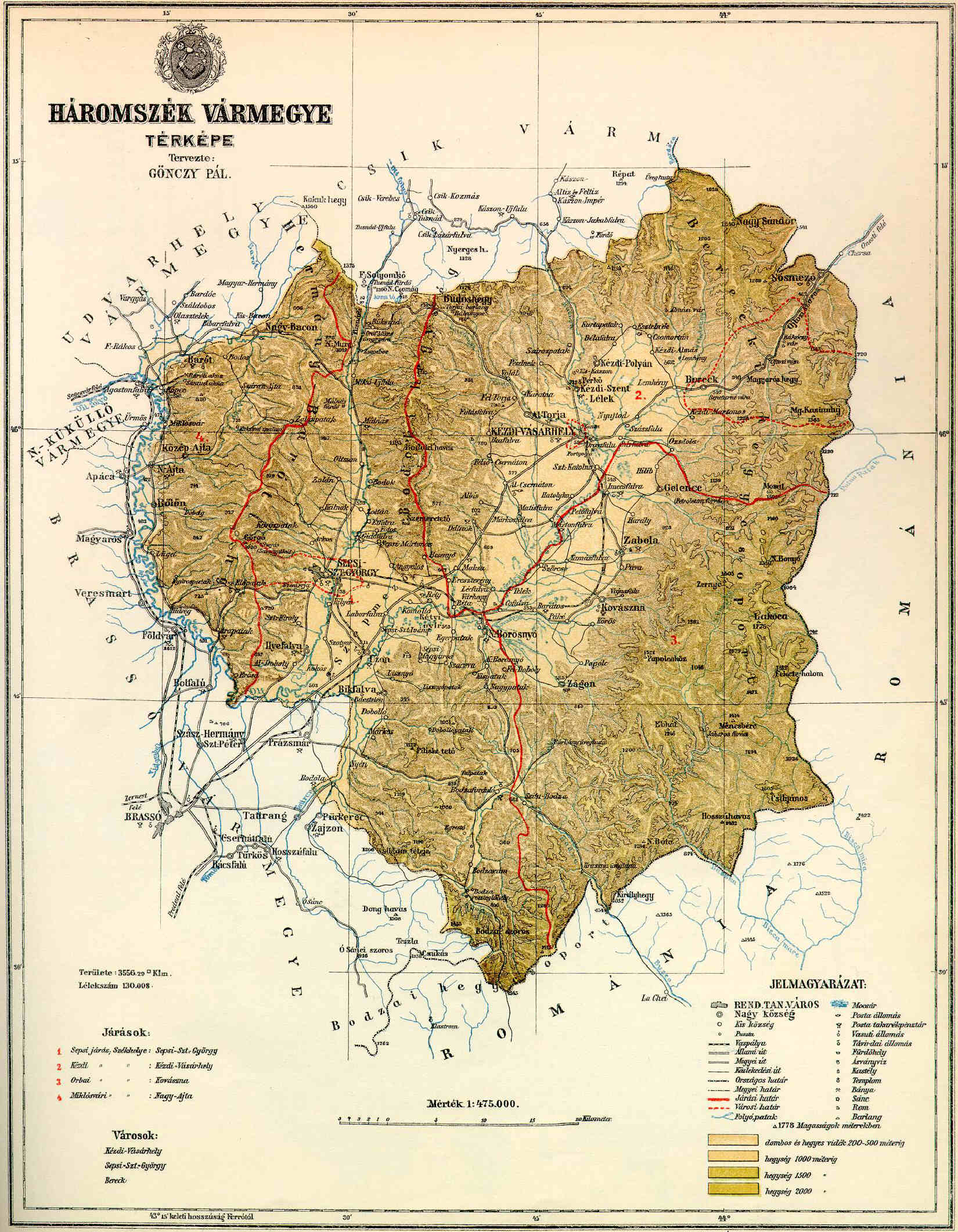
Historická mapa župy

Háromsecká župa (maďarsky Háromszék vármegye, německy Komitat Háromszék, doslova Třístoličná župa) je název komitátu, stolice a župy v Uhersku existující v letech 1876–1920. Hlavním městem bylo Sfântu Gheorghe (maďarsky Sepsiszentgyörgy). Územní rozloha župy činila 3 889 km². V roce 1910 žilo zde 148 100 obyvatel.
V roce 1920 (po uzavření Trianonské smlouvy) se stala součástí Rumunska, avšak po druhé vídeňské arbitráži se dostala do vlastnictví Maďarska, kde setrvala až do uzavření Pařížské mírové smlouvy v roce 1947. V současnosti je toto historické území rozděleno mezi župy Covasna a Brašov ve středním Rumunsku (kdysi jihovýchodní Sedmihradsko).

## Galerie

Znak Háromsecké župy
Poloha župy v Uhersku